# Arnarneshreppur
Arnarneshreppur var en kommun i regionen Norðurland eystra på Island. Den är numera sammanslagen med Hörgársveit. Folkmängden var 40 (2019).